# Corral
|  | Per a altres significats, vegeu «Corral (desambiguació)». |

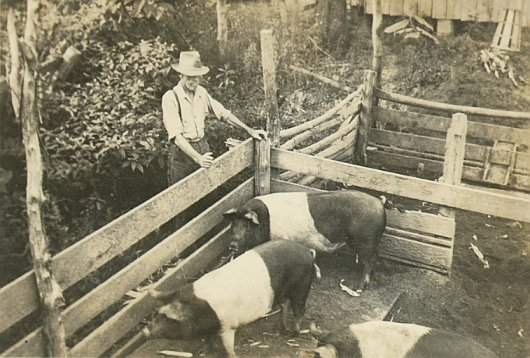
Un corral o cort de porcs

Un corral és un petit recinte tancat per acollir-hi animals domèstics. Els més comuns solen ser els destinats a porcs, vaques, ovelles i gallines. També se solen denominar corrals els recintes més amplis i sense sostre on s'alberguen cavalls o toros. Fins a la creació de les grans ciutats a causa de l'èxode rural, era molt comú que cada família tingués un corral prop del seu habitatge, on es produïen ous, llet i carn per al consum propi. Romanen elements comuns en el medi rural. Els corrals a la zona mediterrània solien estar fets de pedra seca.